# Audience

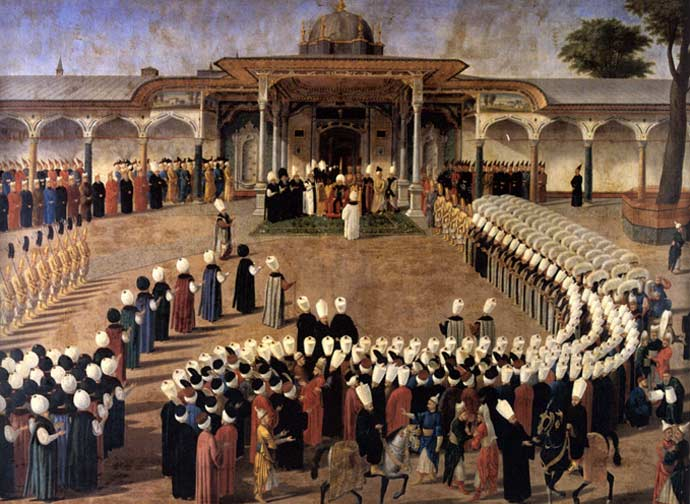
Audience francouzského vyslance vikomta d'Andrezela u sultána Ahmeda III. 10. října 1724 v paláci Topkapí (Jean-Baptiste van Mour, 1724)

Audience (doslova slyšení, slovo pochází přes franštinu z latinského audire, „slyšet“) je oficiální setkání níže postaveného člověka s velmi vysoce postavenou osobou, dnes obvykle s hlavou státu. Rozlišuje se audience udělená jednotlivci a skupinová audience. Papežové udílejí také generální audience, hromadná setkání s papežem, určená širšímu publiku. Pokud je součástí audience osobní rozhovor s hodnostářem, který ji udělil, označuje se jako soukromá audience. Přísně vzato, audience zahrnuje pouze „právo předstoupit, nikoli nutně právo promluvit“. Možnost kdykoli navštívit vysokého hodnostáře bez předvolání bývala považována za velmi výjimečné privilegium.

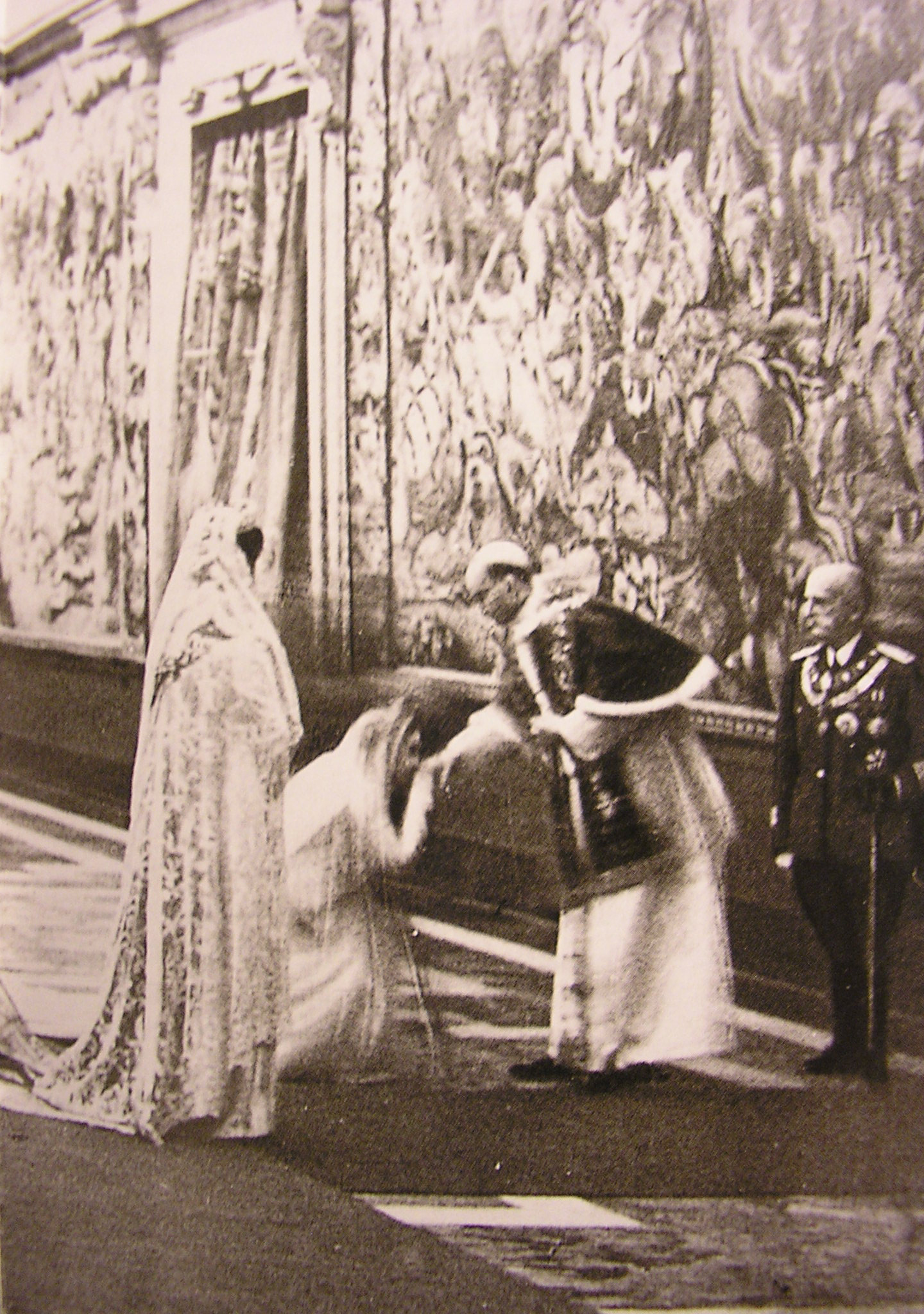
Elena Černohorská a Marie Josefa Belgická při audienci u papeže Pia XII. v Kvirinálském paláci v prosinci 1939

V minulosti se slovem audience nazývalo také soudní zasedání, zejména u německého Říšského komorního soudu a francouzských parlamentů, ale také výslech, předběžné rozhodnutí nebo ústní slyšení. V Kastilii a později ve Španělsku a jeho koloniální říši byla Real Audiencia (doslova Královská audience) nejvyšší soudní orgán. Audiencia Nacional de España je dodnes jedním z nejvyšších soudů Španělska.